# سونت

The world is too much with us; late and soon,
Getting and spending, we lay waste our powers:
Little we see in Nature that is ours;
We have given our hearts away, a sordid boon!
The Sea that bares her bosom to the moon;
The winds that will be howling at all hours,
And are up-gathered now like sleeping flowers;
For this, for everything, we are out of tune;
It moves us not. --Great God! I'd rather be
A Pagan suckled in a creed outworn;
So might I, standing on this pleasant lea,
Have glimpses that would make me less forlorn;
Have sight of Proteus rising from the sea;
Or hear old Triton blow his wreathèd horn.

—ویلیام وردزورث، شاعر انگلیسی سبک رومانتیک

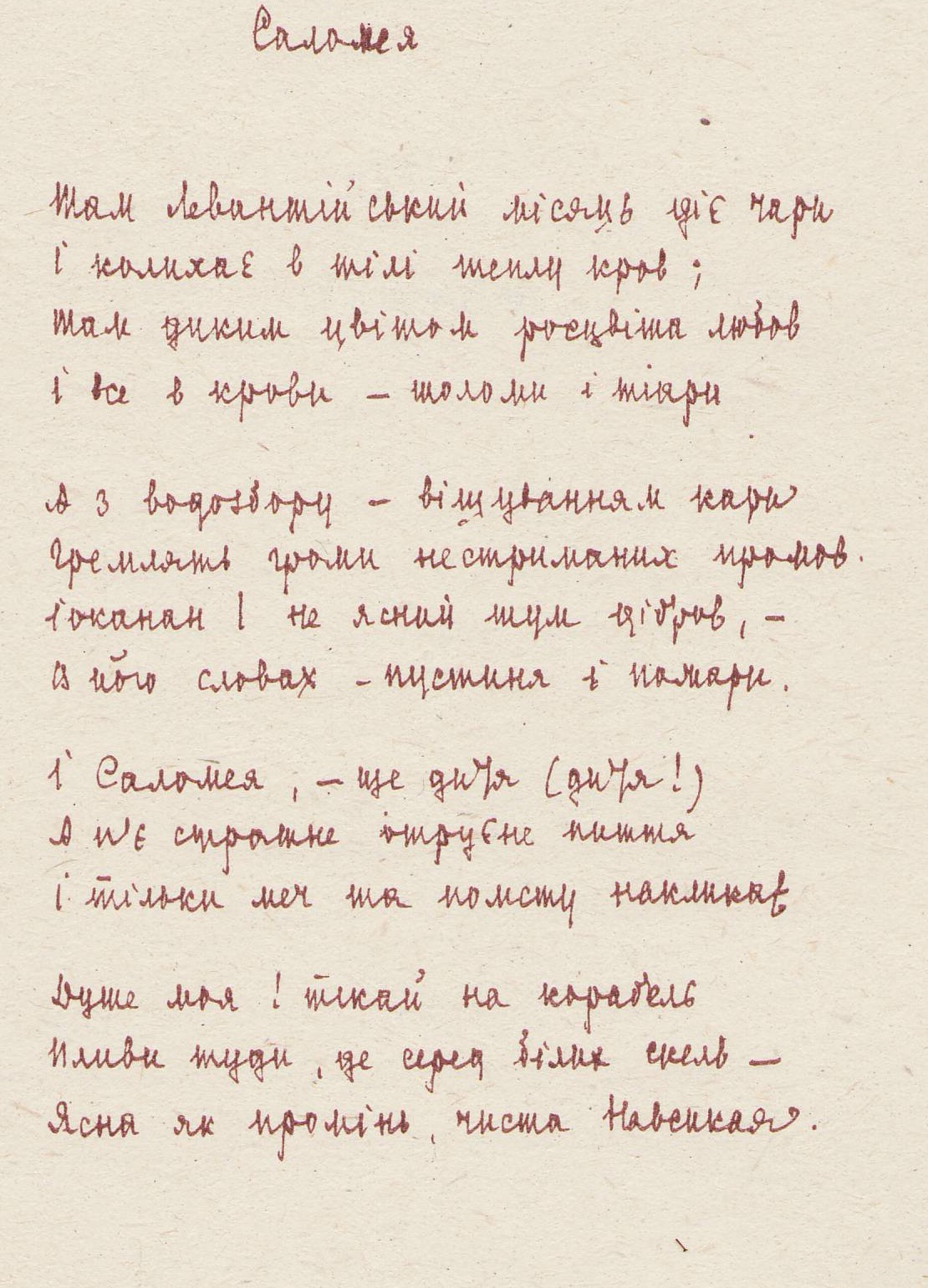
متن غزل‌واره

سونِت (به انگلیسی: Sonnet) (سونِت) یا غزل‌واره سبکی از شعرسُرایی در ادبیّات بعضی زبان‌های اروپایی، از جمله انگلیسی، فرانسوی، و ایتالیایی است. سونت قطعه شعری است که معمولاً دارای ۱۴ مصراع است و در پنج بحر سروده می‌شود. در مقایسه با ادبیات فارسی، سونت ساختاری بسیار شبیه به غزل دارد و در زمرهٔ ادبیات غنایی می‌گنجد. در سرودن سونت‌ها، معمولاً احساسات فردی، عشق، ستایش معشوق و اخلاقیات نقش بسیاری دارند. از معروف‌ترین سرایندگان غزل‌واره که در این زمینه صاحب سبک هستند، فرانچسکو پترارک و ویلیام شکسپیر را می‌توان نام برد.
سبکی از سونت که امروزه در سرایش شعر انگلیسی کابرد فراوانی دارد، سبک سروده‌های غزل‌وارهٔ شکسپیر است. سونت شکسپیر دارای چهار بند است؛ سه بند چهار مصراعی و یک بند دو مصراعی. در ۳ بند اول، مصراع‌های فرد (اول و سوم) و زوج (دوم و چهارم) هم‌قافیه هستند. معمولاً قافیه بین بندهای بعدی مشترک نیست. در بند نهایی نیز هر دو مصرع قافیهٔ مشترک دارند که آن نیز با قافیهٔ مصرع‌های دیگر متفاوت است.
در مقایسه‌ای بین غزل در ادبیات فارسی با غزل‌واره‌های سبک شکسپیر، به این نکته توجه می‌شود که غزل فارسی دارای یک قافیه است که همان قافیهٔ مصراع اول و بیت مطلع است؛ ولی سونت شکسپیری می‌تواند در کل دارای ۷ قافیهٔ مختلف باشد.

## تاریخچه
کلمهٔ sonnet از ریشهٔ ایتالیایی «sonnetto» به معنی «آواز کوچک» است که از طریق زبان فرانسه به انگلیسی راه یافته‌است. ریشهٔ سرایش شعرهایی شبیه به سونت را می‌توان در اوایل سده ۱۳ میلادی در جزیرهٔ سیسل و زمان فردریک دوم و قافیه‌پردازان گویش توسکانی جُست. سونت می‌توند از شعرهای مسدس‌گونهٔ نوازندگان و نغمه‌سرایان دوره‌گرد (به لاتین: Sestina) مشتق شده باشد. همچنین این سبک سرایش می‌تواند تأثیر گرفته از غزل باشد که از طریق عرب‌های تونس و ناپلس به ادبیات لاتین راه یافته‌است.
سونت‌های ایتالیایی —که به سونت‌های پترارکی معروف هستند— گونه‌ای توسعه‌یافته از سونت سیسیلی بود که به جای نظم متناوب و یکسانی که در سبک سیسیلی وجود داشت، از پیچش‌های ظریف در نظم و قافیه بهره می‌بُرد. اولین کسی که سبک جدید سونت را در سروده‌های خود به کار برد، دانته آلیگیری بود؛ اما با تأثیری که فرانچسکو پترارک در سرودن غزل‌واره برجای گذاشت، سبک ایتالیایی با نام او شهرت یافت.
سونت فرانسوی که از سونت ایتالیایی مشتق شده‌است، به جای نظم و قافیهٔ زنجیروار، سبکی نزدیک به دوبیتی دارد.
سبک انگلیسی سونت که گونهٔ توسعه یافته‌ای از سبک ایتالیایی است، اغلب آمیخته‌ای از نظم متناوب ایتالیایی و سبک دوبیتی فرانسوی است. بزرگترین نمایندهٔ سبک انگلیسی سونت غزل‌واره‌های شکسپیر هستند. تأثیر این غزل‌واره‌ها به حدی است که سبک انگلیسی سونت، «سبک شکسپیری» نامیده شده‌است. همچنین ادموند اسپنسر نیز تأثیر زیادی بر سونت‌های اقتباس شده از سبک ایتالیایی داشته‌است؛ تا آنجا که قالب اینگونه سونت‌ها را «سبک اسپنری» نامیده‌اند.

## پیونده به بیرون
- نمونه‌هایی از سونت انگلیسی
- The Sonnet, Its Characteristics and History نویسنده: William Sharp